# The Unwritten Law (pel·lícula de 1932)
The Unwritten Law és una pel·lícula de misteri estatunidenca de 1932 dirigida per Christy Cabanne i protagonitzada per Greta Nissen, Richard "Skeets" Gallagher i Mary Brian. Va ser estrenada el 15 de novembre de 1932.

## Argument
Un productor de cinema és trobat assassinat en un vaixell. Entre els sospitosos hi ha una jove, la mare de la qual va ser maltractada per ell, i el seu electricista recentment acomiadat.

## Repartiment
- Greta Nissen com Fifi La Rue
- Richard "Skeets" Gallagher com Pete Brown
- Mary Brian com Ruth Evans
- Louise Fazenda com Lulu Potts
- Lew Cody com Roger Morgan
- Hedda Hopper com Jean Evans
- Purnell Pratt com Stephen McBain
- Theodore Von Eltz com Val Lewis
- Mischa Auer com Abu Zeyd
- Arthur Rankin com Frank Woods